# Kammgarnwerke AG

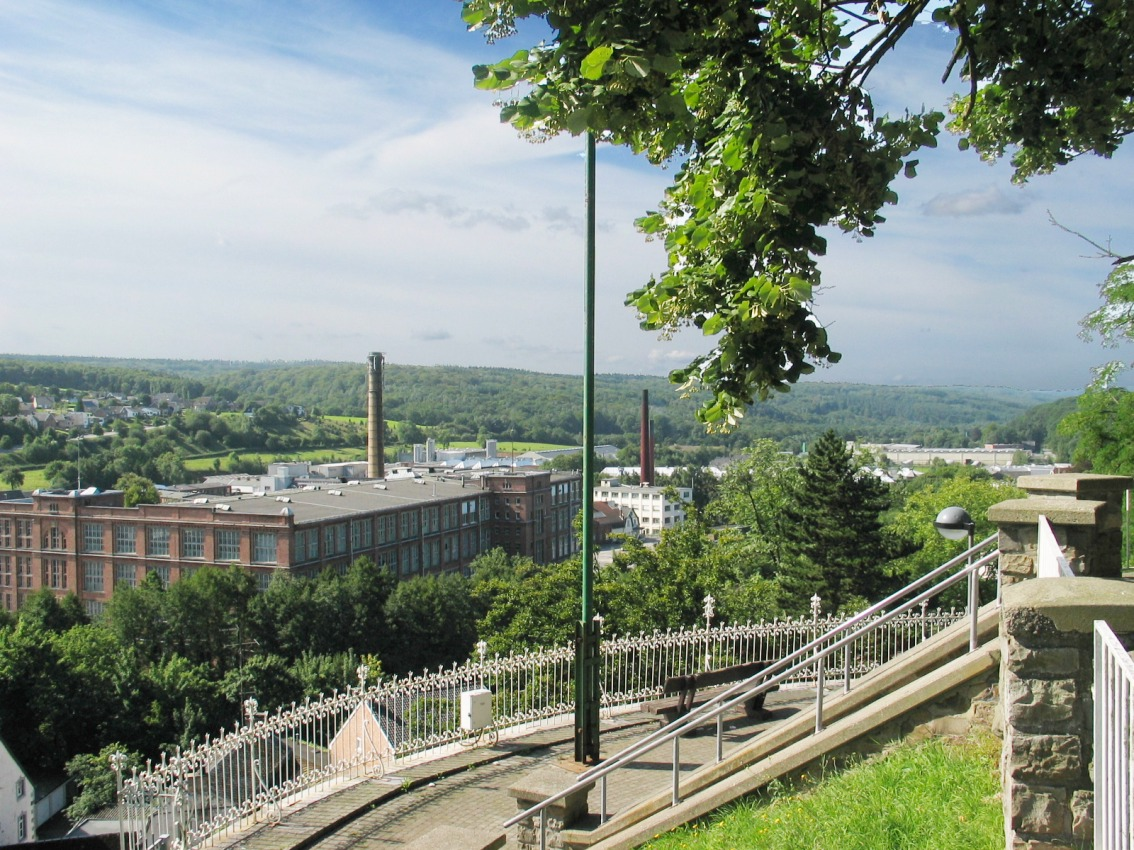
Gebäude der ehemaligen Kammgarnwerke AG, jetzt Kabelwerk Eupen

Die Kammgarnwerke AG war ein deutsches Unternehmen der Textilindustrie mit Sitz in Eupen. Der Spinnereibetrieb wurde am 19. März 1906 auf Initiative des Unternehmers Robert Wetzlar in der damals zu Preußen gehörenden Stadt aus der Fusion mehrerer Einzelunternehmen gebildet, sein Standort gehörte seit 1920 in Folge des Versailler Vertrags zu Belgien. Ab 1981 wurde der Betrieb schrittweise eingestellt und 1989 die Gesellschaft endgültig liquidiert.

## Geschichte

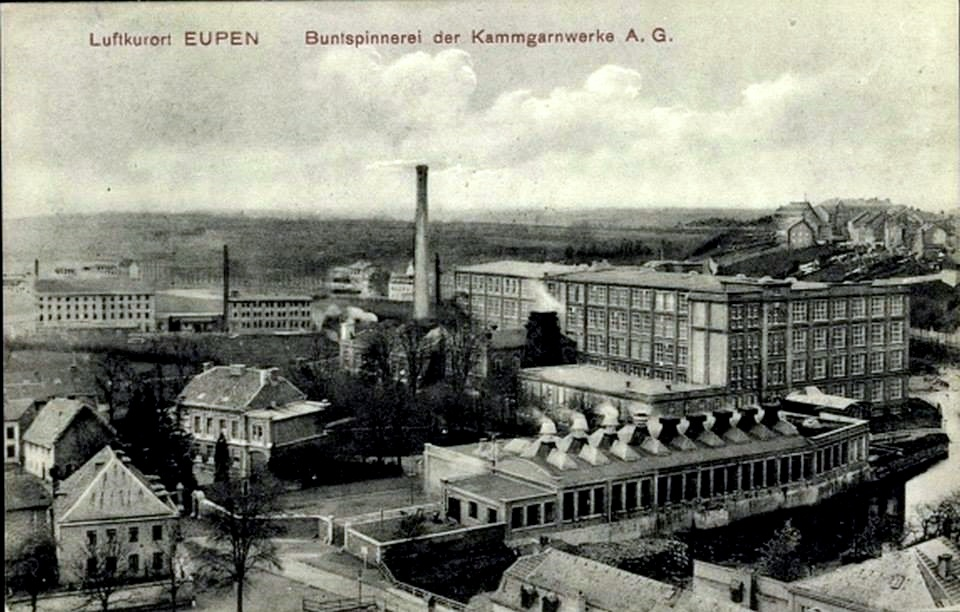
Kammgarnwerke um 1920

Nachdem sich zu Beginn des 20. Jahrhunderts ein allmählicher Niedergang der über 200 Jahre lang blühenden Tuchindustrie Eupens anzeigte, in der zu besten Zeiten rund 7.000 der knapp 10.000 Einwohner von Eupen eine Beschäftigung gefunden hatten, bekamen immer mehr Unternehmen wirtschaftliche Probleme. So erging es auch der ersten Kammgarnspinnerei Eupens, dem 1890 gegründeten Unternehmen Gülcher & Grand Ry in der Eupener Unterstadt. Der Betrieb war für damalige Verhältnisse nach neuestem technischem Stand ausgerüstet und von vornherein auf Vergrößerung angelegt worden. Das Unternehmen beantragte kurz nach der Jahrhundertwende die Liquidation, um die dabei ermittelte Aktiva in die neu zu gründenden Kammgarnwerke einfließen zu lassen.
Daraufhin beschlossen auf Initiative von Robert Wetzlar, Direktor in der Tuchfabrik Wilhelm Peters & Co., mehrere Tuchfabrikanten aus Eupen, Aachen und weiteren deutschen Städten, die Kammgarnwerke AG als neues schlagkräftigeres Konsortium zu gründen. Damit war die Absicht verbunden, sich unabhängig vom Kartell der deutschen Kammgarnspinnereien zu machen und durch die Errichtung und den Betrieb aber auch durch den Erwerb von Tochtergesellschaften selbst eine marktbeherrschende Stellung aufzubauen. An dieser Neugründung beteiligten sich als Gesellschafter der Tuchfabrikant Wilhelm Peters in Eupen, die Unternehmer Carl Delius und Josef Königsberger sowie die Unternehmen G. H. & J. Croon und Dechamps & Drouven, alle in Aachen, sowie weitere kleinere Betreibe in ganz Deutschland. Als Finanzier unterstützte die in Aachen ansässige Rheinisch-Westfälische Diskontogesellschaft das Vorhaben. Durch das Einbringen der Liquidationsmasse von Gülcher & Grand Ry, die mehr als 24 % des Gesamtkapitals ausmachte, konnte nun die Neuanlage einer Buntspinnerei mit ca. 23.000 Spindeln sowie die Erweiterung der Weißspinnerei in Angriff genommen werden. 
Zwischen 1906 und 1908 wurden daraufhin neue Fabrikgebäude am linken Ufer der Weser errichtet. Die Gebäude wurden auf dem Gelände der vormaligen Spinnerei Gillhausen & Fremerey errichtet. Für den Neubau des Komplexes, bestehend aus einem wuchtigen viergeschossigen Fabrikgebäude für die Buntgarnspinnerei mit angeschlossenem Maschinen- und Kesselhaus sowie Gebäude für Färberei, Kontor, Labor und Pförtnerhaus, wurde das Architekturbüro Händel & Franke in Leipzig beauftragt, das über Erfahrungen mit Bauten für die sächsische Textilindustrie verfügte. Der Fabrikkomplex steht beispielhaft für den internationalen Bekanntheitsgrad, den die Eupener Tuchfabrikation zu Anfang des 20. Jahrhunderts ein letztes Mal in der Geschichte der Tuchindustrie in Eupen wiedererlangte. Erster Direktor der neuen Kammgarnwerke AG wurde Theodor Pohl (1862–1932), den Vorsitz des Aufsichtsrats übernahm Robert Wetzlar, der 1912 verstarb. Das Unternehmen erhielt Aufträge aus vielen Ländern Europas, und bis 1913 konnte die Belegschaft auf 681 Mitarbeiter aufgestockt werden. Schwerpunkte der Produktion lagen auf der Herstellung von einfarbigen und meliertfarbigen Garnen, Vigoureux-Garnen, roh-weißen Garnen in reiner Wolle, Mischgespinsten aus Wolle und Zellwolle sowie Mischgespinsten aus Wolle mit synthetischer Faserbeimischung

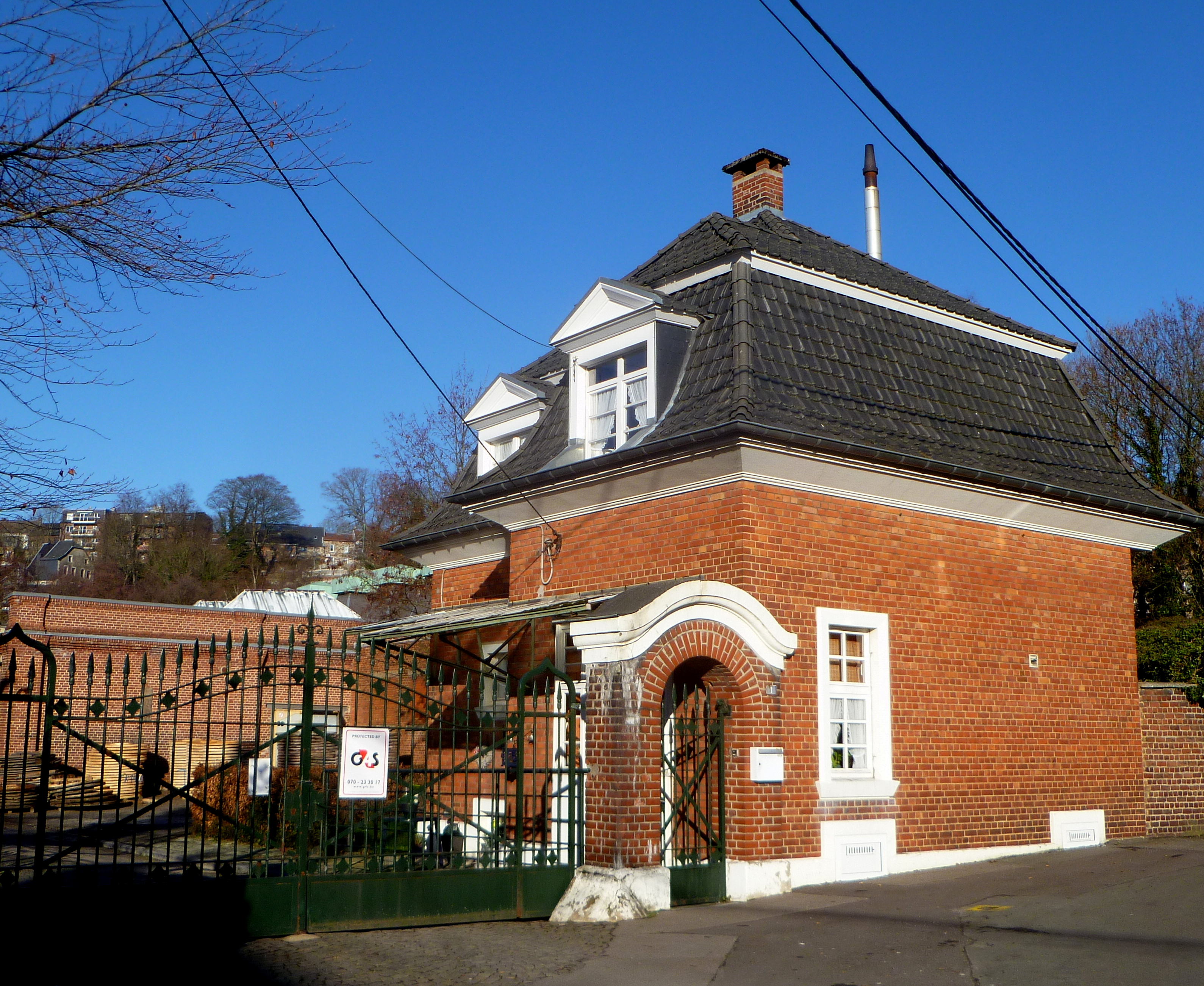
Pförtnerhaus
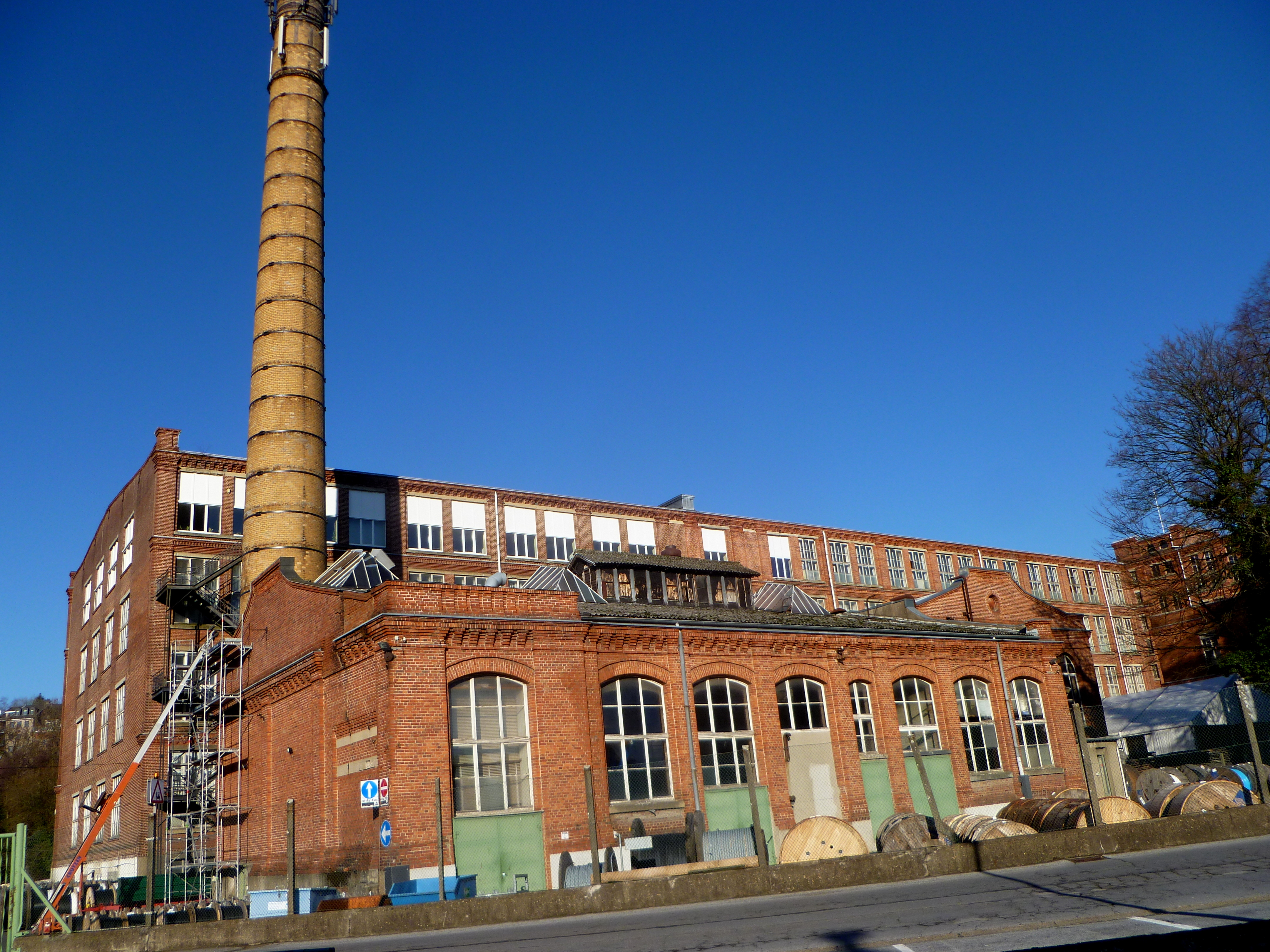
Ehemalige Buntspinnerei mit Maschinenraum und Schornstein
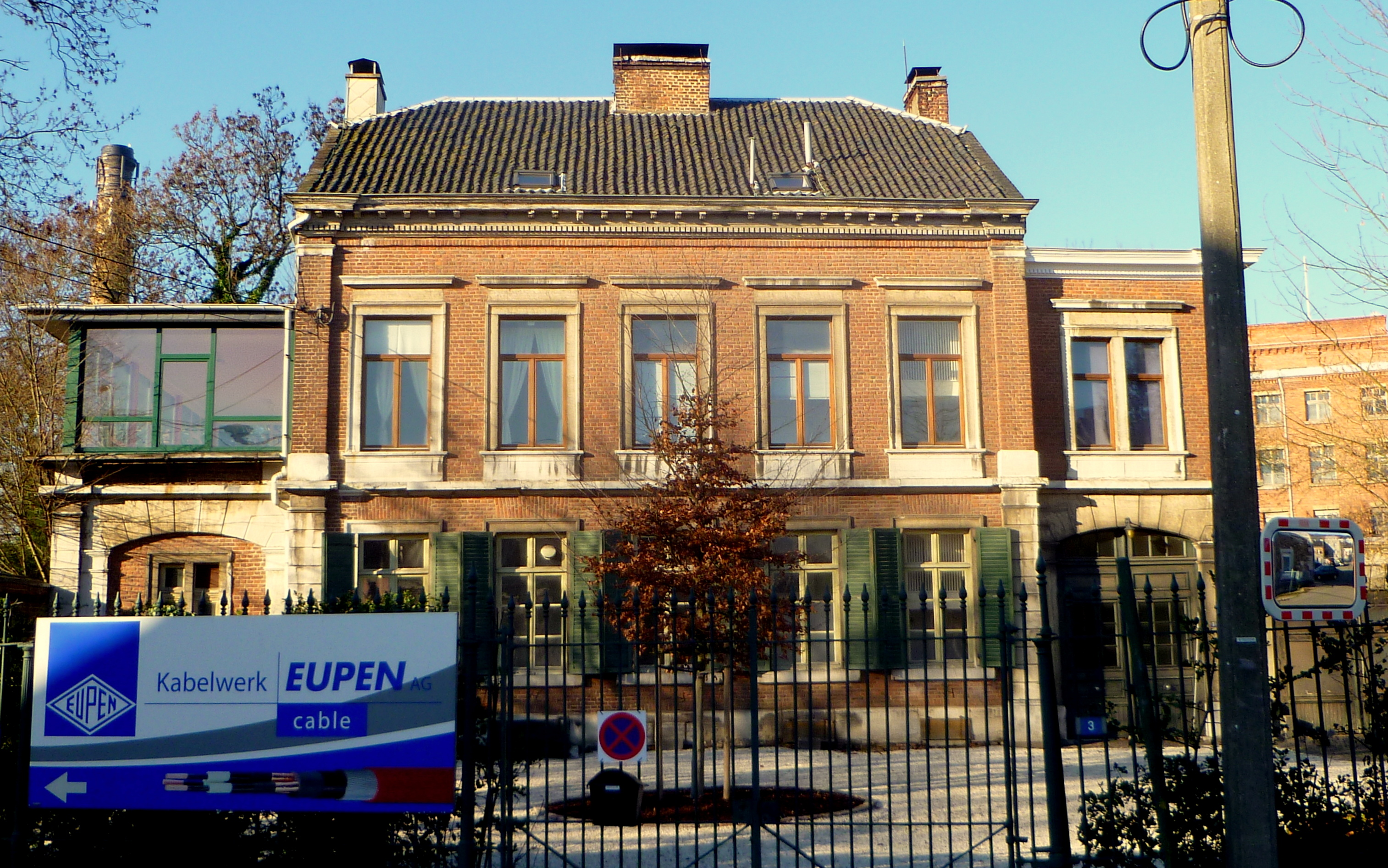
Direktorenvilla für Theodor Pohl auf dem Gelände der Kammgarnwerke, zuvor Villa Scheibler

Zu Beginn des Ersten Weltkriegs wurde das Unternehmen durch den Aufmarsch deutscher Truppen gegen das nur 25 km entfernte Lüttich auf belgischer Seite zunächst arg in Mitleidenschaft gezogen, konnte sich aber durch Aufträge von Seiten der Kriegsparteien über Wasser halten. Nach dem Ende des verlorenen Kriegs und der Übernahme des Kreises Eupen durch das Königreich Belgien wurde die Kammgarnwerke AG in eine Gesellschaft belgischen Rechts mit der Bezeichnung Filature de Laine Peignée S.A. umgewandelt. Obwohl ab Oktober 1925 durch neue Zollbestimmungen dr Export des Eupener Kammgarns in das Deutsche Reich eingeschränkt wurde, blieb das Werk dennoch einer der wichtigsten Lieferanten für Aachens Tuchindustrie. Theodor Pohl (1863–1932) leitete das Unternehmen bis 1928 und ließ in den Jahren 1927/1928 über eine von ihm eingerichtete Stiftung in unmittelbarer Nachbarschaft zum Werk eine Arbeitersiedlung errichten, die heute als Theodor-Pohl-Siedlung noch existent ist. Sein Nachfolger wurde der Unternehmer Alfred Clémens Hubert von Grand’Ry (1872–1943), der zuvor als Teilhaber der Tuchfabrik Ackens, Grand Ry & Cie. und bereits seit 1906 in leitender Position in den Kammgarnwerken tätig gewesen war. Eine seiner ersten Aktionen, die er mit maßgeblicher Unterstützung der Kammgarnwerke AG durchführen konnte, war die Umsetzung des Baus des Wetzlarbads, eines Freibads, das durch eine Stiftung von Robert Wetzlar bereits im Jahr 1911 zweckgebunden finanziert worden war, aber auf Grund der politischen und wirtschaftlichen Schwierigkeiten während des Kriegs und der Nachkriegszeit erst ab 1934 auf Druck der Witwe Mathilde Wetzlar endlich verwirklicht werden konnte. Es sollte vor allem den Mitarbeitern des Betriebs als Freizeitvergnügen dienen, und einige von ihnen wurden in den Sommermonaten als Bademeister freigestellt.

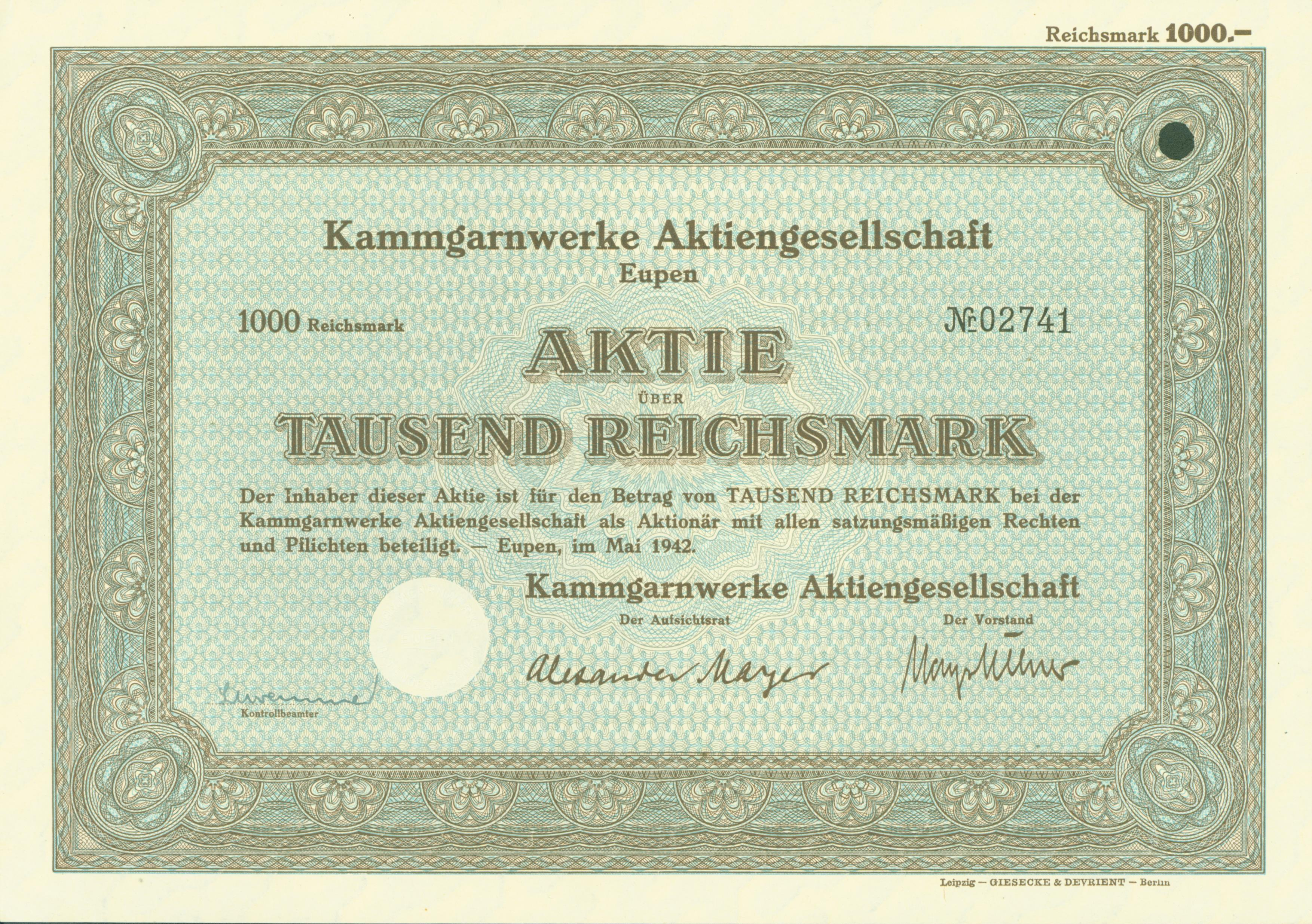
Aktie über 1000 RM der Kammgarnwerke AG vom Mai 1942

Die Kammgarnwerke AG ging in den folgenden Jahren auf Expansionskurs und übernahm 1932 nach dem Zusammenbruch des Nordwolle-Konzerns dessen Zweigwerk in Langensalza in Thüringen und führte es als Tochtergesellschaft unter deutscher Geschäftsleitung als Kammgarnwerke Langensalza GmbH weiter. In der Folgezeit stiegen die Umsätze wieder an und das Unternehmen erhielt ab 1936 größere Aufträge zur Wehrmachtsversorgung. Mit Beginn des Zweiten Weltkriegs begann die aufgezwungene schrittweise Verwandlung des Werks in einen reinen Rüstungsbetrieb. Schließlich wurden 1943 im Auftrag des Reichsluftfahrtministeriums alle Spinnereimaschinen demontiert und in eine alte Ziegelei ausgelagert, so dass sich eine Abteilung der Junkers Flugzeug- und Motorenwerke AG in den Spinnhallen einquartieren konnten, wobei KZ-Häftlinge als billige Arbeitskräfte eingesetzt wurden. Das nunmehr zum KZ Langensalza umfunktionierte Areal wurde damit ein Außenlager des KZs Buchenwald. Die Unterbringung der Häftlinge erfolgte in den Hallen des Kammgarnwerks, das ca. 200 Häftlingen Unterkunft bot.
Nach dem Krieg wurde versucht, die Spinnmaschinen schnellstmöglich wieder gebrauchsfähig zu machen, um unverzüglich die Produktion wieder aufnehmen zu können. Die Sowjetische Militäradministration in Deutschland in der Sowjetischen Besatzungszone erließ im Jahre 1947 ein Dekret, mit dem die Rückgabe des seit 1945 unter Zwangsverwaltung der Sowjets stehenden Betriebs an die belgischen Eigentümer unterstützt wurde. Im Jahr 1968 erfolgte durch die Deutsche Demokratische Republik die unrechtmäßige Umwandlung des Werks in einen Volkseigenen Betrieb, was einer Enteignung der belgischen Eigentümer gleichkam. Nach Auflösung der DDR wurden daraufhin im Jahr 1992 die belgischen Alteigentümer mit mehreren Millionen DM entschädigt.
Das Eupener Hauptwerk selbst war während der deutschen Besatzung Belgiens vom 31. Dezember 1940 bis Ende 1944 in eine Aktiengesellschaft nach deutschem Recht umgewandelt worden. Im Eupener Kammgarnwerk waren 1940 rund 76.000 Spinn- und Zwirnspindeln in Betrieb, die rohweiße und bunte Garne für Herren- und Damenstoffe für vorwiegend deutsche Abnehmer produzierten. 
Nach dem Krieg und dem erneuten Anschluss Eupens an Belgien wurde das Unternehmen wieder in eine belgische Aktiengesellschaft zurückgeführt. Im weiteren Verlauf litten die Kammgarnwerke unter nachlassenden Umsätzen, so dass ab 1956 das benachbarte Kabelwerk schrittweise die Gebäude des Unternehmens für ihre Erweiterungspläne übernahmen. Ab 1981 wurde der Betrieb eingestellt und 1989 die Aktiengesellschaft endgültig liquidiert.